# Веснянки

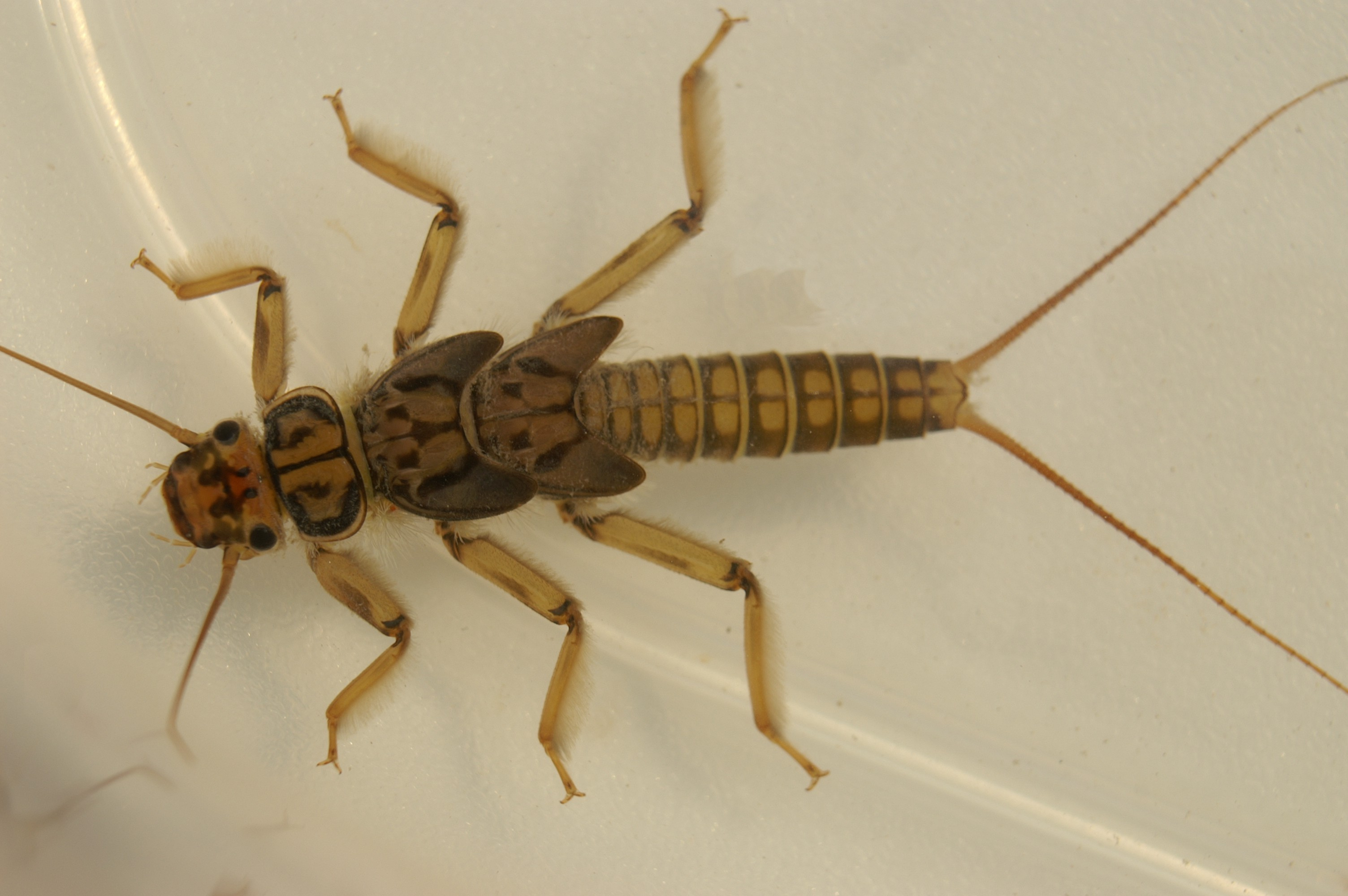
Личинка веснянки

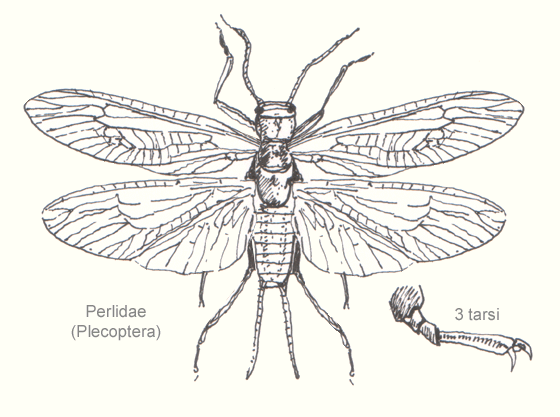
Веснянка из семейства Perlidae

Весня́нки (лат. Plecoptera) — отряд насекомых с неполным превращением из клады Polyneoptera. Ранее его относили к ныне невалидному отряду ложносетчатокрылых. Взрослые насекомые ведут наземный образ жизни и встречаются, главным образом, весной, откуда и их название. Удлиненное мягкое тело несёт четыре прозрачных крыла, которые в спокойном состоянии насекомое плоско складывает на спинной стороне. На заднем конце тела имеется большею частью пара длинных хвостовых нитей. В настоящее время учёными описано 3833 вида, включая 120 ископаемых видов (Zhang, 2013).

## Питание
Личинки мелких веснянок питаются водорослями, но большинство — хищники, поедающие личинок комаров, мошек, подёнок и других мелких беспозвоночных. Во взрослой стадии веснянки, как правило, не питаются.

## Дыхание
В качестве органов дыхания личинкам веснянок служат грудные трахейные жабры, которые выглядят как пучки нитей, свисающие по бокам тела, дыхание через остальную поверхность тела играет второстепенную роль. Личинки веснянок предпочитают проточную, насыщенную кислородом воду. В отличие от большинства насекомых, у некоторых видов веснянок у личинок имеются дыхательные пигменты — гемоцианин.

## Окраска
Окраска личинок желто-бурая или буровато-серая. Она отлично гармонирует с цветом каменистого дна, на котором насекомые держатся. Неподвижно сидящую на камне личинку приметить нелегко. Взрослые насекомые имеют коричневую окраску, вытянутое, уплощенное тело и две пары тёмных перепончатых крыльев с развитой сетью жилок, которые плоско складывают на брюшке.

## Размножение
Размножение веснянок совершается в целом так же, как у стрекоз. Яйца очень мелки. По вылуплении личинки растут, многократно линяют и получают зачатки крыльев. Личинки веснянок, вследствие большого морфологического и биологического сходства со взрослыми насекомыми, называются имагообразными или нимфами. Перед превращением во взрослых насекомых нимфы выбираются на надводные предметы (камни, стволы деревьев).

### Генетика
Число хромосом у веснянок варьирует: диплоидные числа колеблются от 10 до 33. Система половых хромосом выявлена у 11 таксонов, причём 7 видов имеют кариотип половых хромосом X1X2O и 3 — XO, и только один — XY. Имеющиеся цитогенетические данные указывают на то, что множественные системы половых хромосом у Plecoptera являются результатом скорее деления, чем слияния. Например, в роде Perla виды с множественными половыми хромосомами имеют больше хромосом, чем виды Perla с половыми хромосомами XY или XO (2n = 22 и 26 против 10, 19 и 21). Это, наряду с отсутствием Y-хромосом у этих видов, предполагает, что системы множественных половых хромосом произошли в результате деления предковой X-хромосомы.

## Классификация
Список построен на основании биологического проекта «Дерево жизни» («Tree of Life»)
- Подотряд Antarctoperlaria

- Семейство Eustheniidae
- Семейство Diamphipnoidae
- Семейство Austroperlidae
- Семейство Gripopterygidae

- Подотряд Arctoperlaria

- Семейство Scopuridae

- Инфраотряд Euholognatha
  - Семейство Capniidae — Капнииды
  - Семейство Leuctridae — Белокрылые веснянки
  - Семейство Nemouridae — Немуриды
  - Семейство Notonemouridae
  - Семейство Taeniopterygidae — Лентокрылые веснянки

- Инфраотряд Systellognatha
  - Семейство Pteronarcyidae
  - Семейство Styloperlidae
  - Семейство Peltoperlidae
  - Семейство Perlodidae — Веснянковые
  - Семейство Perlidae — Настоящие веснянки
  - Семейство Chloroperlidae — Салатовые веснянки
  - †Семейство Petroperlidae (Branchioperla ianstewarti)

## Охранный статус
4 вида веснянок занесены в Красный список угрожаемых видов МСОП (The IUCN Red List of Threatened Species), 1 — на грани исчезновения (CR), 2 — как уязвимые (VU) и ещё 1 — как уже вымерший:
 Alloperla roberti — вымерший вид веснянок из семейства Chloroperlidae. Известен только по двум взрослым самцам, пойманным в 1860 году в верховьях реки Миссисипи в округе Рок-Айленд (центрально-восточная часть Северной Америки). Специальные поиски в этих местах в 1997 году оказались безуспешными.
 Eusthenia nothofagi — уязвимый вид веснянок из семейства Eustheniidae. Эндемик крайнего юго-востока Австралии (леса из нотофагуса Каннингема и из склерофитных эвкалиптов Eucalyptus regnans в области Otway Ranges).
 Leptoperla cacuminis — уязвимый вид веснянок из семейства Gripopterygidae, эндемик горы Косцюшко на юго-востоке Австралии.
 Riekoperla darlingtoni — находящийся на грани вымирания вид веснянок из семейства Gripopterygidae. Эндемик ручьёв и окрестностей в районе горы Donna Buang на крайнем юго-востоке Австралии.